# 고트프리트 페더

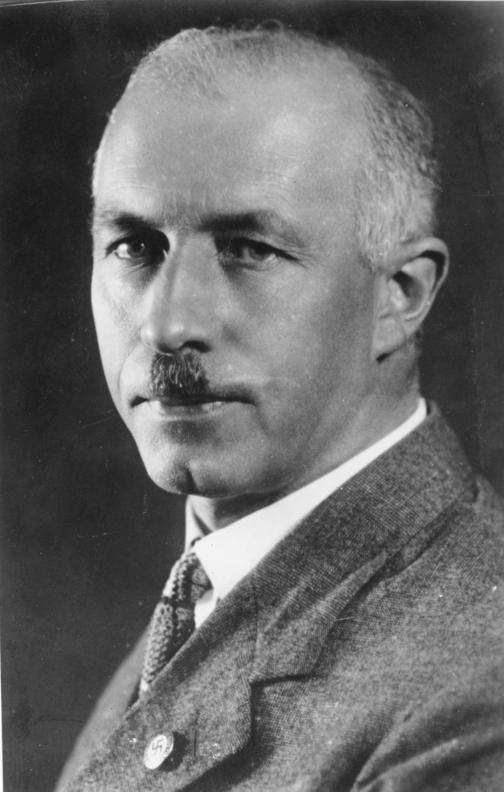
고트프리트 페더

고트프리트 페더(Gottfried Feder, 1883년 1월 27일 ~ 1941년 9월 24일)는 경제학자이자 초기 나치당의 주요 당원였다. 나치당의 경제 이론가였다. 그의 1919년 강의가 히틀러를 당에 끌어들였다.

## 삶
1883년 1월 27일에 독일 뷔르츠부르크에서 공무원 한스 페더와 마틸데 페더의 아들로 태어났다. 안스바흐와 뮌헨에 있는 인문주의 학교를 다닌 후 베를린과 취리히에서 공학을 전공하였다. 졸업 후, 1908년에 건설 회사를 설립하였다. 후에 수많은 공공 건물을 세웠던 불가리아에서 활동하였다.
1917년부터 스스로 재정 정치와 경제학을 공부하였다. 제1차 세계대전 동안 부유한 은행을 향하여 적개심을 키워나갔으며 1919년에 《Brechung der Zinsknechtschaft》를 저술하였다. 나중에 모든 은행을 국유화하고 이자를 없애는 위한 일종의 대책 위원회를 창립하였다.
같은 해에 안톤 드렉슬러, 디트리히 에카르트, 카를 하러와 함께 나치당의 전신인 독일 노동자당을 창당하였다.
히틑러는 1919년 여름에 그를 만났으며, 페더는 이어 그의 제정 경제 자문관으로 일하였다. 그는 히틀러의 유대계 제정 자본주의에 영감을 주었다.
그러나 후에 히틀러의 신임을 얻은 우익 경제인들이 페더를 공격하였고, 1934년 히틀러가 당내의 좌익 세력을 숙청하자 페더는 내각에서 사임했다. 베를린 공대에서 교수로 있다가 1941년에 사망했다.

## 같이 보기
- 슈트라서주의
- 사회 신용